# Antennuloniscus armatus
Antennuloniscus armatus är en kräftdjursart som beskrevs av Menzies 1962. Antennuloniscus armatus ingår i släktet Antennuloniscus och familjen Haploniscidae. Inga underarter finns listade i Catalogue of Life.